# 바딤 노빈스키
바딤 노빈스키(우크라이나어: Вадим Новинський; 1963년 6월 3일 출생)는 러시아 태생의 우크라이나 억만장자 사업가, 성직자 겸 아르메니아인 혈통의 정치인이다. 그는 스마트 홀딩 그룹의 소유주이며, 이로 인해 그는 우크라이나에서 가장 부유한 사람들 중 한 명이 되었다. 노빈스키는 또한 흔히 '모스크바 총대주교청'으로 불리는 우크라이나 정교회 (동음이의)의 수석보제이기도 하다. 그는 2013년에 우크라이나 의회에 선출되었고, 이후 2014년과 2019년에 재선되었다. 그는 또한 유럽 평의회 의원 총회에서 우크라이나를 대표했다.
억만장자 리나트 아흐메토프의 주니어 사업 파트너로서 우크라이나 금속 산업에서 성장한 그는 정치에 입문하기 전에도 교회 활동에 적극적으로 참여했다. 그는 자국에 가장 많은 기부를 하는 우크라이나인 중 한 명으로, 그의 재단은 코로나바이러스 범유행과 러시아-우크라이나 분쟁 기간 동안 우크라이나 의료 및 재활 센터에 상당한 지원을 제공했다. 볼로디미르 젤렌스키 대통령과 처음에는 좋은 관계를 유지했지만, 이후 노빈스키는 나라를 떠났고, 반역죄로 기소되었으며 러시아를 도왔다는 비난을 받았다. 노빈스키는 이 혐의가 정치적 동기에서 비롯된 것이라고 주장했다.

## 초기 및 개인 생활
노빈스키는 1963년 6월 3일 소비에트 러시아의 스타라야루사에서 아르메니아인 혈통의 가정에서 태어났다.
1985년에 그는 레닌그라드 민간 항공 아카데미에서 공학 관리 시스템을 전공하고 졸업했다.
노빈스키는 여러 소비에트 기업에서 일하며 경력을 시작했다. 1991년 소련의 붕괴 당시 노빈스키는 러시아 연방이 된 곳에 거주하며 자동적으로 시민권을 얻었지만, 1996년에 우크라이나로 이주했고 2012년에는 빅토르 야누코비치 대통령의 명령에 따라 "국가에 대한 탁월한 공헌"을 바탕으로 우크라이나 시민권으로 전환했다.
그는 결혼하여 네 자녀를 두었다.

## 사업 경력
노빈스키는 1996년 우크라이나에서 사업 경력을 시작했으며, 루크오일의 북서부 사업부에서 성장한 후 더 작은 금속공학 회사를 인수했다.
1999년, 노빈스키는 이 소규모 회사들을 합병하여 드니프로페트로우스크에 본사를 둔 스마트 그룹 회사를 설립했다. 같은 해, 그의 파트너들과 그는 네바 홀딩 회사를 설립하고 민영화 입찰에서 불가리아 금속 공장 프로메트의 지분 77%를 인수했다. 다음 10년 동안 이 사업은 엄청난 수익을 올렸다.
2006년, 노빈스키와 그의 억만장자 사업 파트너 안드레이 클랴므코는 그들의 우크라이나 금속 공학 회사들을 스마트 홀딩 그룹으로 통합했다. 2007년, 그들은 그 회사들을 메틴베스트의 23.75% 지분과 교환했으며, 여기서 그들은 리나트 아흐메토프와 함께 주니어 파트너로 있다.
2010년, 노빈스키의 순자산은 9억 5천만 미국 달러로 추정되었다. 2011년에는 이 숫자가 27억 미국 달러로 증가했다.
2011년 현재 스마트 홀딩은 석유 및 가스 부문, 조선업(흑해 조선소, 헤르손 조선소, 오차키우 항) 개발, 농업(베레스), 금융(우넥스 은행 통제 및 BM 은행의 소수 주주로서, 2011년 수익은 $142억 달러)에서 대규모 자산을 소유했다. 2021년에 우넥스 은행은 드래곤 캐피탈에 매각되었으며, BM 은행은 2014년에 NBU에 의해 청산되었다.
2013년 현재 노빈스키는 석유 및 가스 회사 리갈 페트롤리움과 슈퍼마켓 체인 암스토르에 지분을 보유하고 있었다.
2013년에 그는 32억 7천 3백만 미국 달러의 재산으로 우크라이나에서 다섯 번째로 부유한 사람으로 묘사되었다.
그러나 우크라이나 포브스에 따르면 2015년 바딤 노빈스키는 상당한 재산을 잃었고 더 이상 우크라이나에서 가장 부유한 10인 안에 들지 못했다.
그 해 그는 1억 7백만 흐리우냐의 수입(급여 73,235 흐리우냐, 지적 재산권 판매 수입 1,616,867 흐리우냐, 배당금 및 이자 47,980 흐리우냐, 보험금 244 흐리우냐, 키프로스 출처에서 얻은 5백만 미국 달러)을 신고했다. 그는 면적 2,257m²와 50,400m²의 토지 두 필지, 면적 667,586m²와 136m²의 아파트 세 채, 51m²의 차고를 소유했다. 그의 해외 증권의 명목 가치는 670만 흐리우냐였다. 가족은 또한 57,879m²의 토지, 아파트 세 채(57,171m²와 184m²), 기타 부동산 453m²를 소유했다.
NV 정기 간행물에 따르면, 2021년 그는 재산의 상당 부분을 회복하여 우크라이나에서 세 번째로 부유한 사람이 되었다. 그의 재산은 24억 미국 달러로 증가하여 2020년 대비 50% 증가했다.
2022년 바딤 노빈스키의 모든 사업 자산은 키프로스에 등록된 신탁 회사 관리로 이전되었다.
2022년 2월에 그의 재산이 35억 미국 달러로 평가되었으나, 연말까지 노빈스키는 21억 미국 달러를 잃었다. 2023년 4월, 포브스는 그의 재산을 14억 미국 달러로 추정했다.

## 정치 경력
노빈스키는 2013년 크림반도의 세바스토폴에 있는 제224선거구 2013년 보궐선거에서 무소속 후보로 출마하여 당선되면 당시 집권당인 지역당에 합류할 것을 약속했다. 노빈스키는 23.91%의 비정기 투표율로 53.41%를 얻어 당선되었다. 그는 2013년 9월 5일에 지역당원이 되었다.
노빈스키는 2014년 3월 러시아에 의한 크림반도 합병에 반대했다. 따라서 그는 지역 및 러시아 연방 당국에 의해 자신의 선거구뿐만 아니라 크림반도 전체에 대한 입국이 금지되었다.
러시아와 우크라이나 간의 초기 분쟁이 2014년에 시작된 이래로 노빈스키는 우크라이나 측의 평화 프로세스를 일관되게 지지했다. 2014년 봄, 그는 루간스크에서 분리주의자(DPR과 LPR) 지도자들과의 회담에 참여한 우크라이나 대표단의 일원이었다.
노빈스키는 러시아 합병으로 인해 2014년 그의 선거구에서 재선에 출마할 수 없었지만, 2014년 우크라이나 혁명으로 집권한 새로운 당국에 의해 그의 지역당이 금지된 후 설립된 야권전선의 선거 명부를 통해 출마했다. 그는 다시 한번 선거에서 승리하여 자신의 당에서 11위를 차지했다.
2017년부터 2019년까지 그는 "평화당"이라는 공공 단체를 이끌었는데, 이 단체는 민스크 협정을 바탕으로 우크라이나와 자칭 공화국(DPR 및 LPR) 간의 협상 과정을 강화할 것을 선언했다.
2018년 5월, 그는 크로아티아 자그레브에서 "발칸 평화 달성 경험: 우크라이나를 위한 교훈"이라는 국제 회의를 시작했다. 이 회의에는 우크라이나, 크로아티아, 세르비아, 몬테네그로, 보스니아 헤르체고비나, 북마케도니아, 오스트리아 및 분쟁 중인 코소보 공화국의 저명한 정치인과 전문가들이 참석했다.
노빈스키는 2019년 우크라이나 총선에서 돈바스, 특히 도네츠크주에 위치한 제57단일선거구에서 출마했다. 그는 당선되어 세 번째 임기로 의회에 취임했다.
러시아가 우크라이나를 침공한 2022년 2월, 노빈스키는 국내에 남아 침공을 비난하며 어떤 변명도 있을 수 없다고 말했다. 그는 2022년 6월 의원직에서 사임했다.

## 종교 생활
노빈스키는 흔히 '모스크바 총대주교청'(UOC-MP)으로 불리는 우크라이나 정교회 (동음이의)의 적극적인 교인 겸 후원자이며, 수석보제이다.
2020년 4월 23일, UOC-MP의 수좌 주교인 오누프리 (베레조프스키) 미트로폴리트가 노빈스키를 보조자로 서품했다는 사실이 알려졌다. 이는 공식적으로 보고되지 않았으며, 비공식적으로 서품일은 4월 7일이었다. 노빈스키는 6월 7일 오순절 축일에 키이우 페체르스크 수도원에서 처음으로 공개적으로 보조자 역할을 수행했다.
언론에서 노빈스키는 UOC를 적극적으로 옹호하며, 콘스탄티노폴리스 세계 총대주교청이 유사한 이름의 국가 선호 우크라이나 정교회 (OCU)를 인정한 후 우크라이나 정교의 종교적 분열을 비판했다. 그는 당국에 의한 UOC 박해라고 믿는 것에 대한 타협하지 않는 입장으로 유명하며, 우크라이나의 종교 정책 문제에 대해 페트로 포로셴코 및 볼로디미르 젤렌스키 대통령을 포함한 공무원들과 여러 차례 공개 토론을 벌였다. 노빈스키는 자신의 종교적 견해가 그에 대한 정부 및 검찰의 조치를 촉발했다고 주장했다.
2023년 4월 23일, 노빈스키는 스위스 취리히에 있는 러시아 정교회 (ROC) 교구에서 예배를 주도하는 모습이 포착되었다고 한다. 이는 UOC가 2022년 러시아 침공을 비난한 후 ROC와의 모든 행정적 관계를 단절했음에도 불구하고 이루어진 일이다.

## 자선 활동
2017년, 바딤 노빈스키 재단은 범우크라이나 자선 프로젝트 "심장이 뛰는 것을 돕자"의 파트너가 되었다. 이 재단은 또한 뇌성마비 및 유기 신경계 병변 진단을 받은 아동 및 청소년을 위한 재활 프로그램을 지원한다.
러시아 침공이 시작된 이래로 바딤 노빈스키 재단은 의사, 전쟁 피해자 및 우크라이나 국군에게 인도적 지원을 집중하기 위해 업무를 재편했다. 2022년 2월부터 10월까지 재단은 9억 흐리우냐 이상의 지원을 제공했다. 특히 구급차를 전달하는 인도적 프로젝트를 진행하고 있다. 4만 개의 식량 꾸러미가 우크라이나의 여러 지역으로 보내졌다. 자포리자 병원에는 1,500만 흐리우냐 상당의 의료 장비가 구매되었다.
2022년 10월부터 12월까지 노빈스키 재단은 수백 대의 발전기를 구매하여 우크라이나로 수입하여 적대 행위와 로켓 공격으로 피해를 입은 정착촌에 전기를 공급했다.

## 논란

### 비판
많은 사람들은 노빈스키를 "대담한 1990년대" 동안 의심스러운 민영화 거래로 큰 부를 축적한 러시아 과두라고 묘사한다.

### 러시아의 제재
2018년 12월 25일, 노빈스키는 러시아가 제재를 부과한 인물 목록에 포함되었다. 2019년 7월, UOC-MP 대표단의 일원으로 그는 모스크바 지역 세르기예프포사트의 삼위일체 세르기우스 대수도원을 방문하여 러시아 정교회 (ROC) 수장인 키릴 총대주교를 만나는 것이 허용되었다. 당시 UOC-MP는 1991년 이후 자치 상태였음에도 불구하고 ROC와의 모든 행정적 관계를 아직 단절하지 않았다. 2020년 4월 20일, 그는 러시아 제재 목록에서 제외되었다.

### 우크라이나의 제재
러시아의 우크라이나 침공 10개월 후, 노빈스키는 러시아를 도왔다는 혐의를 받았지만, 형사 기소되지는 않았다. 대신, 2022년 12월 6일과 2023년 1월 25일에 그는 우크라이나 제재 목록에 포함되었다. 노빈스키의 지지자들은 그가 러시아 침공을 비난하고 우크라이나를 적극적으로 도왔다고 주장했다. 우크라이나 대통령실은 이후 그의 재산 중 10억 달러 이상을 압류했다.
그에 대한 제재 부과 일주일 전, 노빈스키는 자신이 소유한 기업의 주식을 키프로스에 등록된 회사 신탁에 법적으로 이전했다. 당국은 이것이 조작을 통해 이루어졌다고 판단하여 해당 계약을 무효화하고 노빈스키를 그의 기업의 등록 주주로 복귀시켰다.
2023년 4월, 우크라이나 국내 정보기관과 검찰은 키이우에 있는 그의 그룹 사무실을 세금 사기 및 러시아 이익 지원 혐의로 수색했으며, 약 1억 미국 달러 상당의 자산을 동결했다.
공식 성명에서 노빈스키는 당국이 UOC를 금지하려 하면서 그를 수색하고 박해했다고 비난했다. 현재 노빈스키는 유럽인권법원의 항소심 심리를 기다리고 있다.

### 형사 소송
2016년 12월 8일, 우크라이나 검찰총장실의 제안으로 노빈스키는 의원 면책 특권을 박탈당했다. 투표 당시 노빈스키는 그에 대한 형사 책임 동의 결의안 초안이 우크라이나 법에서 요구하는 바와 같이 최고 라다 공식 웹사이트에 게시되지 않았다고 지적했다. 결국, 검찰총장실은 그의 유죄 증거를 제시하지 않았지만, 사건이 종결될 때까지 증인으로 남았다.
2025년 1월 18일, 노빈스키는 궐석으로 반역죄와 종교적 증오 선동 혐의로 기소되었다. 노빈스키는 이러한 조치가 UOC의 전면적인 금지를 추진하고 권위주의 국가를 만들려는 정치적 목적을 가진 것이라고 주장했다. 정부는 이러한 특징화를 러시아 선전으로 일축했다.

## 수상
- 예루살렘 그리스 정교회: 성묘 기사단 대장 황금 십자훈장 (2019년 1월)[63]